# Jill Wilmot
Jill Wilmot (23 april 1987) is een Nederlands voetballer die van 2007 tot en met 2012 speelde voor ADO Den Haag. Met ingang van seizoen 2012/13 keerde ze terug bij Ter Leede.

## Carrière
Wilmot begon met voetballen bij RKSV Blauw-Zwart in Wassenaar toen ze negen jaar oud was. Ze speelde vier jaar voor de club, waarna ze vertrok naar Ter Leede om in de Hoofdklasse te gaan spelen, op dat moment het hoogste niveau voor vrouwenvoetbal in Nederland. In de jaren bij de club uit Sassenheim won Wilmot diverse prijzen, zoals het landskampioenschap en de KNVB beker. In 2007 stapte ze over naar ADO Den Haag om mee te doen aan de nieuw opgerichte Eredivisie. In haar tweede seizoen bij de club werd ze aanvoerder van de ploeg. In seizoen 2011/12 werd Wilmot kampioen met de club. Met tien doelpunten dat seizoen was ze gedeeld clubtopscorer. Ook won ze de beker met de club. Hierna sloot Wilmott weer aan bij haar oude club Ter Leede.

## Erelijst
- Landskampioen Nederland (5x): 2001, 2003, 2004, 2007 (Ter Leede), 2012 (ADO Den Haag)
- KNVB beker (3x): 2001, 2007 (Ter Leede), 2012 (ADO Den Haag)
- Supercup (1x): 2004

## Statistieken
| Seizoen | Club         | Land      | Competitie  | Wedstrijden | Doelpunten |
| ------- | ------------ | --------- | ----------- | ----------- | ---------- |
| 2000/01 | Ter Leede    | Nederland | Hoofdklasse | -           | -          |
| 2001/02 | Ter Leede    | Nederland | Hoofdklasse | -           | -          |
| 2002/03 | Ter Leede    | Nederland | Hoofdklasse | -           | -          |
| 2003/04 | Ter Leede    | Nederland | Hoofdklasse | -           | -          |
| 2004/05 | Ter Leede    | Nederland | Hoofdklasse | -           | -          |
| 2005/06 | Ter Leede    | Nederland | Hoofdklasse | -           | -          |
| 2006/07 | Ter Leede    | Nederland | Hoofdklasse | -           | -          |
| 2007/08 | ADO Den Haag | Nederland | Eredivisie  | ?           | 2          |
| 2008/09 | ADO Den Haag | Nederland | Eredivisie  | 24          | 5          |
| 2009/10 | ADO Den Haag | Nederland | Eredivisie  | 20          | 2          |
| 2010/11 | ADO Den Haag | Nederland | Eredivisie  | 21          | 2          |
| 2011/12 | ADO Den Haag | Nederland | Eredivisie  | 18          | 10         |